# Popelin (pâtisserie)
Les popelins ou poupelins étaient des pâtisseries appréciées au XVIe siècle à base de pâte à chou.

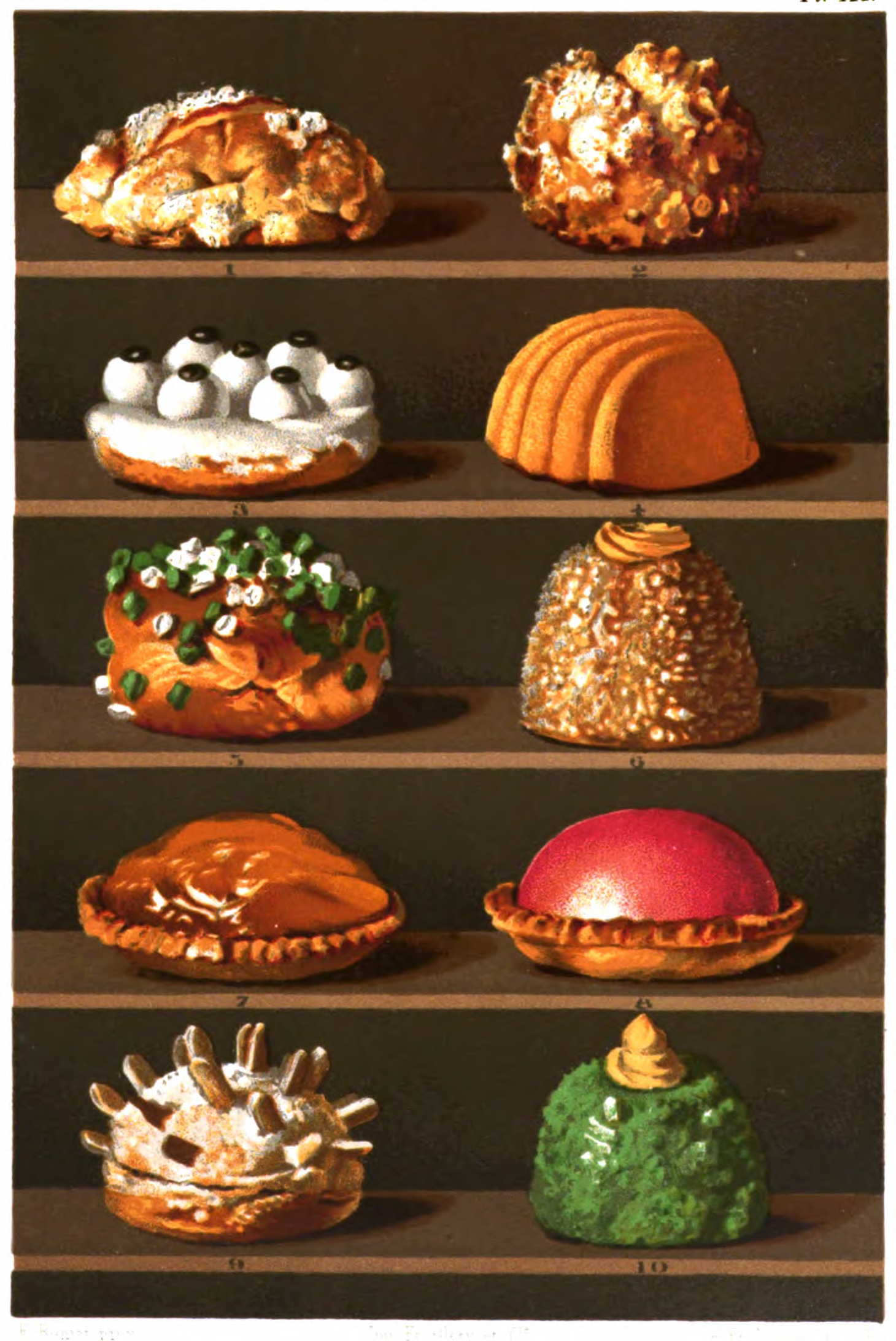
Poupelin de pâte à chou, en haut à gauche.

## Dénomination
On lit partout que le popelin a un lien avec l'origine de la pâte à choux en France, vers 1540, le chef pasterelli italien Popelini aurait fait des gâteaux à base de cette pâte (nommée pâte à popelin), gâteaux qui auraient pris le nom de popelins ou poupelins. Dans leur travail méthodique et vain pour sourcer le mythe italien et l'invention d'une armée de pâtissiers autour de Catherine de Médicis, Loïc Bienassis et Antonella Campanini montrent que ce Popelini (dont personne ne connait le prénom) est né de l'imagination de Pierre Lacam, militant du mythe italien, en 1893. Ils écrivent en 2018 : « Plutôt que d'imaginer Popelini façonnant le popelin, on supposera surtout que Lacam fit naître Popelini du popelin et pasterelli de la pâte » (autre exemple : Giovanni Pastilla et l'invention de la pastille).
Diverses sources mettent en lien le popelin avec le latin pulpa, pulposus (français : poupele [potelé]). Un fromage angevin portait le nom de poupelin,,.

## Histoire
À l'origine, ces gâteaux sont sucrés. En 1566, les poupelins sont dans la liste des pâtisseries du statut des pâtissiers de Charles IX. En 1611, Pierre de Larivey écrit : « Pour l'issue nous eûmes popelin, gâteau feuilleté, tarte sèche, force fruits de toutes sortes, force confitures […] vin blanc de Bar-sur-Aube et d'Anjou, et clairet d'Orléans et d'Irancy. Je vous laisse penser comme j'ai galopé des mâchoires. » Chez Rabelais (1573), dans Le Quart Livre, les poupelins et macarons figurent aux côtés des tartes de 20 sortes. Lucrèce la bourgeoise (1666) quand elle avait gagné au jeu, « faisait venir une tourte et un poupelin, avec une tasse de confiture faite à la maison, dont elle donnait la collation à la compagnie, ce qui tenait lieu de souper ».

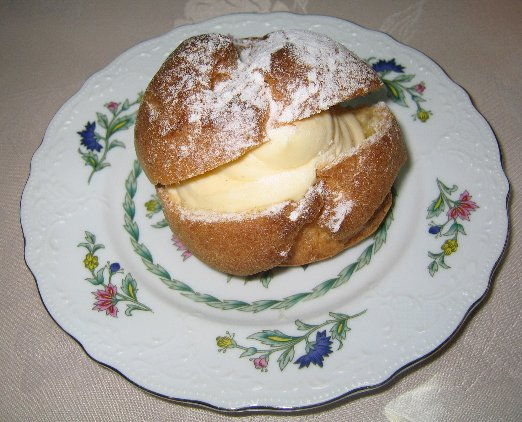
Le poupelin se présente comme un large chou à la crème mais beurré à l'intérieur.

### Sans fromage
Le popelin ou poupelin est longtemps encore fait sans fromage,. Le dictionnaire de Briand (1750) le qualifie de sain et délicat. En 1758, François Marin appelle pâte royale la pâte à choux, c'est avec elle qu'il fait son poupelin comme une tarte, ouverte en deux, beurrée, avec citron, eau de fleur d'oranger, sucre et décorée de dragées à l'anis.
Carême donne un poupelin glacé au four comme entremets, ses « poupelines historiées de feuilles de biscuit » (1841), pièces de pâtisserie très difficiles à bien faire, la cuisson est de trois heures au minimum, sont garnies de gelée de pomme et de groseille, sans l'ombre de fromage,. La même année, le Manuel complet théorique et pratique du chocolatier donne une recette de chou ou poupelin comparable à celle de Carême mais garni d'une gelée quelconque et de sucre. C'est également un poupelin bien chaud et sans fromage ni gelée ou confiture que les Angevins trempent dans du beurre avant de le manger (« On appelait poupelin, une pièce de four où entraient de la fine fleur de froment, du lait, des œufs frais, du sucre et des écorces de citron ; une fois cuite, on la trempait toute chaude dans le beurre. »).
Plus tard dans le siècle, Jules Gouffé donne un poupetin (et non poupelin) à l'abricot (et à la pâte à chou).

### Avec fromage
L'Encyclopédie (qui le nomme poupelin) mentionne le fromage sans dire lequel (1769). La Nouvelle Maison Rustique (1804) reste proche du poupetin angevin : le poupelin y est fait de fromage frais égoutté, d'œufs, de farine et de sel, cette pâte cuite en tourtière est ouverte en deux de sorte à faire deux tartes, chacune est beurrée avec un peu de citron confit, d'eau de fleur d'oranger et de sucre puis le poupelin reconstitué est mis à sécher et tenu au chaud jusqu'à consommation.
La recette suivie de nos jours est donnée par Urbain Dubois (1888) qui se rapproche beaucoup plus des gougères que les poupelins anciens : base de pâte à choux dans laquelle on incorpore parmesan et gruyère râpés puis le blanc d'œuf en neige. La pâte est cuite au four doux sur une tourtière, en couronne couverte de languettes de gruyère. Cette recette est copiée et recopiée à l'identique par la suite,.
Alexandre Dumas donne les deux recettes, avec et sans fromage, mais n'hésite pas à piquer de lardons le poupelin au fromage (qui est un fromage à la crème bien égoutté).

## Poupetin, poupeton
Poupetin (mot non accepté au Scrabble) est employé par Marcel Rouff dans son Dodin-Bouffant : « poupetin de tourterelle ». Il s'agit sans doute d'une référence au poupeton (ou poulpeton) qui est un hachis de diverses viandes, de champignons et d'œuf cru employé dans la cuisine classique avec des pigeons, des tourterelles cuites dans une poupetonnière (ou poulpetonnière ou chaponnière,), marmite à couvercle avec rebord pour y mettre des braises et faire une cuisson égale,,,,. En effet, ce plat est un hors-d'œuvre dans le déjeuner du prince, servi à côté de perdreau, saucisson et brochet. 